# كلير كوران
كلير كوران (بالإنجليزية: Claire Curran)‏ مواليد 10 مارس 1978 في بلفاست، هي لاعبة كرة مضرب بريطانية سابقة بدأت مسيرتها كمحترفة سنة 2000 وكانت تلعب باليد اليمنى، اعتزلت اللعب في 2007 . أعلى تصنيف لها في الفردي كان 919. أعلى تصنيف لها في الزوجي كان 89.

## الخط الزمني للأداء
مفتاح
| ف | ن | ن.ن | ر.ن | د# | د.م | ل | أ.أ | ت | غ | ب | ف | ذ | م.خ | ل.ت |

(ف) فاز بالبطولة (ن) وصل النهائي (ن.ن) نصف النهائي (ر.ن) ربع النهائي (د#) الأدوار الأربعة الأولى (د.م) دور المجموعات (ل) شارك في كأس ديفيز (أ.أ) خرج من الأدوار الاولى (ت) خسر التصفيات التأهيلية (غ) غاب عن الحدث أو البطولة (ب) حصل على ميدالية برونزية (ف) حصل على ميدالية فضية (ذ) حصل على ميدالية ذهبية (م.خ) بطولة الماسترز خُفضت إلى مرتبة أقل (ل.ت) البطولة لم تعقد في السنة المعينة.
لتجنب الارتباك وازدواجية الحساب، يتم تحديث هذه المعلومات إما في نهاية البطولة، أو عندما تكون مشاركة اللاعب في البطولة قد انتهت.

### الزوجي
| الدورة            | 2004 | 2005 | 2006 | 2007 | ف-خ |
| ----------------- | ---- | ---- | ---- | ---- | --- |
| أستراليا المفتوحة | غ    | غ    | غ    | غ    | 0–0 |
| فرنسا المفتوحة    | غ    | غ    | غ    | غ    | 0–0 |
| بطولة ويمبلدون    | د1   | د1   | د1   | د1   | 0–4 |
| أمريكا المفتوحة   | غ    | غ    | غ    | غ    | 0–0 |
| تصنيف نهاية العام | 163  | 107  | 201  | 410  | بلا |

## روابط خارجية
- كلير كوران على موقع رابطة محترفات التنس (الإنجليزية)
- كلير كوران على موقع الاتحاد الدولي لكرة المضرب (الإنجليزية)
- كلير كوران على موقع كأس بيلي جين كينغ (الإنجليزية)
- كلير كوران على موقع خلاصة التنس.كوم (الإنجليزية)
- كلير كوران على موقع إي إس بي إن.كوم (الإنجليزية)